# New Hope (Tennessee)
New Hope é uma cidade localizada no estado americano de Tennessee, no Condado de Marion.

## Demografia
Segundo o censo americano de 2000, a sua população era de 1043 habitantes.

## Geografia
De acordo com o United States Census Bureau tem uma área de
26,8 km², dos quais 26,7 km² cobertos por terra e 0,1 km² cobertos por água.

## Localidades na vizinhança
O diagrama seguinte representa as localidades num raio de 20 km ao redor de New Hope.